# Histórico de versões do Windows 11
Windows 11 é uma série de sistemas operacionais desenvolvidos pela Microsoft que foi lançado pela primeira vez em outubro de 2021. A Microsoft descreveu o Windows como um "sistema operacional como um serviço" que receberia atualizações contínuas de seus recursos e funcionalidades, aprimoradas com a capacidade de ambientes corporativos de receba atualizações não críticas em um ritmo mais lento ou use marcos de suporte de longo prazo que receberão apenas atualizações críticas, como patches de segurança, ao longo de seus cinco anos de vida útil do suporte principal.

## Canais
As compilações do Windows Insider Preview são entregues aos Insiders em três canais diferentes. Insiders no Dev Channel recebem atualizações anteriores às do Beta Channel, mas podem enfrentar mais bugs e outros problemas. Insiders no Release Preview Channel não recebem atualizações até que a versão esteja quase disponível ao público, mas são comparativamente mais estáveis.
| 21H2                                                                                        | Atualização 2021 | 22000 | 5 de outubro de 2021   | 10 de outubro de 2023  | 8 de outubro de 2024   |
| 22H2                                                                                        | Atualização 2022 | 22621 | 20 de setembro de 2022 | 8 de outubro de 2024   | 14 de outubro de 2025  |
| 23H2                                                                                        | Atualização 2023 | 22631 | 31 de outubro de 2023  | 11 de novembro de 2025 | 10 de novembro de 2026 |
| 24H2                                                                                        | Atualização 2024 | 26100 | 1 de outubro de 2024   | 13 de outubro de 2026  | 12 de outubro de 2027  |
| Legenda: Versão antiga, não suportada Versão antiga, ainda com suporte Versão estável atual |                  |       |                        |                        |                        |
| Notas: 1. 2. 3.                                                                             |                  |       |                        |                        |                        |

## Histórico de versões
Assim como no Windows 10 (desde a versão 20H2), as compilações principais do Windows 11 são rotuladas como "YYHX", com YY representando o ano de dois dígitos e X representando o semestre do lançamento planejado (por exemplo, a versão 21H2 refere-se a compilações que inicialmente lançado no segundo semestre de 2021).
| Legenda: | Versão antiga, sem manutenção | Versão mais antiga, ainda mantida | Versão estável atual | Versão de visualização mais recente |

### Versão 21H2 (lançamento original)
A versão original do Windows 11 (também conhecida como versão 21H2 e codinome "Sun Valley") foi lançada em outubro de 2021. Ele carrega o número de compilação 10.0.22000. A primeira compilação de visualização pública foi disponibilizada para Windows Insiders que optaram pelo Canal Dev em 28 de junho de 2021.
| Compilações de visualização do Windows 11 versão 21H2 | Compilações de visualização do Windows 11 versão 21H2              | Compilações de visualização do Windows 11 versão 21H2 |
| Versão                                                | Datas de lançamento                                                | Destaques |
| ----------------------------------------------------- | ------------------------------------------------------------------ | --- |
| 10.0.22000.51                                         | Dev Channel: 28 de junho de 2021                                   | Lançamento de visualização inicial Consulte Recursos novos no Windows 11 |
| 10.0.22000.65                                         | Dev Channel: 8 de julho de 2021                                    | - Adicionado caixa de pesquisa no menu Iniciar - Experiência de login atualizada - Jumplists redesenhados e notificações em tela cheia |
| 10.0.22000.71                                         | Dev Channel: 15 de julho de 2021                                   | - Novo widget de entretenimento no painel Widgets - Menus de contexto redesenhados com material acrílico - Visualizações redesenhadas da barra de tarefas - Novo SplitButton controle para criar novas pastas e arquivos na barra de comandos do File Explorer |
| 10.0.22000.100                                        | Dev Channel: 22 de julho de 2021 Beta Channel: 29 de julho de 2021 | - Integração do Chat do Microsoft Teams - Melhorias no menu desdobrável de ícones ocultos, ícone do teclado de toque e menu desdobrável de calendário na barra de tarefas - Adicionado acesso rápido às configurações do Focus Assist na Central de Notificações - Indicador de atenção redesenhado da atividade em segundo plano do aplicativo na barra de tarefas - Novas animações na Microsoft Store                                                                                 |
| 10.0.22000.120                                        | Dev Channel e Beta Channel: 5 de agosto de 2021                    | - Novo widget Família no painel Widgets - Pequenas atualizações e melhorias - Novo botão suspenso único para criar novas pastas e arquivos na barra de comandos do File Explorer - Novo menu de contexto compacto no File Explorer - Botão Fechar atualizado nas visualizações da barra de tarefas - Espaçamento ajustado em Alt + Tab, visualização de tarefas e interfaces de assistência de encaixe - Lançamento do selo de notificação para o ícone de bate-papo na barra de tarefas |
| 10.0.22000.132                                        | Dev Channel e Beta Channel: 12 de agosto de 2021                   | |
| 10.0.22000.160                                        | Dev Channel e Beta Channel: 19 de agosto de 2021                   | |
| 10.0.22000.168                                        | Dev Channel e Beta Channel: 27 de agosto de 2021                   | - Adicionado suporte multilíngue para bate-papo do Microsoft Teams - Novo widget do Microsoft 365 no painel Widgets |
| 10.0.22000.176                                        | Beta Channel e Release Preview Channel: 2 de setembro de 2021      | |
| 10.0.22000.184                                        | Beta Channel e Release Preview Channel: 9 de setembro de 2021      | |
| Versão                                                | Datas de lançamento                                                | Destaques |
| Notas: 1.                                             |                                                                    | |

| Patches públicos do Windows 11 versão 21H2 | Patches públicos do Windows 11 versão 21H2 | Patches públicos do Windows 11 versão 21H2                                                                | Patches públicos do Windows 11 versão 21H2 |
| Versão                                     | Knowledge base                             | Datas de lançamento                                                                                       | Destaques |
| ------------------------------------------ | ------------------------------------------ | --- | --- |
| 10.0.22000.194 Versão 21H2                 | KB5005635                                  | Beta Channel e Release Preview Channel: 16 de setembro de 2021 Lançamento público: 4de outubro de 2021    | |
| 10.0.22000.258                             | KB5006674                                  | Beta Channel, Release Preview Channel e lançamento público: 12 de outubro de 2021                         | |
| 10.0.22000.282                             | KB5006746                                  | Beta Channel e Release Preview Channel: 15 de outubro de 2021 Lançamento público: 21 de outubro de 2021   | - Novo design visual e animações do ícone Chat na barra de tarefas - Corrigido problema de latência de cache L3 com processadores AMD Ryzen |
| 10.0.22000.318                             | KB5007215                                  | Beta Channel, Release Preview Channel e lançamento público: 9 de novembro de 2021                         | |
| 10.0.22000.346                             | KB5007262                                  | Beta Channel e Release Preview Channel: 12 de novembro de 2021                                            | - Novos emojis com Fluent Design - Adicionado suporte para Emoji 13.1 - Pasta "Facilidade de Acesso" renomeada no menu Iniciar para "Acessibilidade" - Melhorou o desempenho da animação de ícones na barra de tarefas |
| 10.0.22000.348                             | KB5007262                                  | Beta Channel 1 Release Preview Channel: 19 de novembro de 2021 Lançamento público: 22 de novembro de 2021 | |
| 10.0.22000.376                             | KB5008215                                  | Beta Channel, Release Preview Channel e lançamento público: 14 de dezembro de 2021                        | |
| 10.0.22000.434                             | KB5009566                                  | Beta Channel, Release Preview Channel e lançamento público: 11 de janeiro de 2022                         | |
| 10.0.22000.438                             | KB5010795                                  | Lançamento público: 17 de janeiro de 2022                                                                 | |
| 10.0.22000.466                             | KB5008353                                  | Beta Channel e Release Preview Channel: 14 de janeiro de 2022                                             | - Nova página "Sua conta da Microsoft" no aplicativo Configurações - Novo recurso "HelpWith" que sugere tópicos de ajuda relevantes para cada página de configurações |
| 10.0.22000.469                             | KB5008353                                  | Beta Channel, Release Preview Channel e lançamento público: 25 de janeiro de 2022                         | |
| 10.0.22000.493                             | KB5010386                                  | Beta Channel, Release Preview Channel e lançamento público: 8 de fevereiro de 2022                        | |
| 10.0.22000.526                             | KB5010414                                  | Beta Channel e Release Preview Channel: 10 de fevereiro de 2022                                           | - Ponto de entrada atualizado para Widgets na barra de tarefas - Adicionado um novo ícone de microfone na barra de tarefas ao ingressar em uma chamada do Microsoft Teams - Adicionada a capacidade de compartilhar o conteúdo de janelas de aplicativos abertas diretamente da barra de tarefas para qualquer chamada de reunião do Microsoft Teams - Adicionado suporte ao modelo de implantação híbrida de confiança na nuvem do Windows Hello for Business - Adicionado relógio e data às barras de tarefas em vários monitores conectados - Adicionado suporte para adição a quente e remoção de namespaces NVMe |
| 10.0.22000.527                             | KB5010414                                  | Beta Channel, Release Preview Channel e lançamento público: 15 de fevereiro de 2022                       | - A disponibilidade geral do Subsistema do Windows para Android (somente nos EUA) |
| 10.0.22000.556                             | KB5011493                                  | Beta Channel, Release Preview Channel e lançamento público: 8 de março de 2022                            | |
| 10.0.22000.588                             | KB5011563                                  | Beta Channel e Release Preview Channel: 15 de março de 2022                                               | - Adicionada a capacidade de mostrar até três notificações de alta prioridade empilhadas e mostradas ao lado da notificação de prioridade normal |
| 10.0.22000.593                             | KB5011563                                  | Release Preview Channel and public release: 28 de março de 2022                                           | |
| 10.0.22000.613                             | KB5012592                                  | Release Preview Channel e lançamento público: 12 de abril de 2022                                         | |
| 10.0.22000.651                             | KB5012643                                  | Release Preview Channel: 14 de abril de 2022                                                              | |
| 10.0.22000.652                             | KB5012643                                  | Release Preview Channel e lançamento público: 25 de abril de 2022                                         | |
| 10.0.22000.675                             | KB5013943                                  | Release Preview Channel e lançamento público: 10 de maio de 2022                                          | |
| 10.0.22000.706                             | KB5014019                                  | Release Preview Channel: 19 de maio de 2022                                                               | - Adicionada a capacidade de exibir papéis de parede da área de trabalho no Windows Spotlight |
| 10.0.22000.708                             | KB5014019                                  | Release Preview Channel e lançamento público: 24 de maio de 2022                                          | |
| 10.0.22000.739                             | KB5014697                                  | Release Preview Channel e lançamento público: 14 de junho de 2022                                         | |
| 10.0.22000.740                             | KB5016138                                  | Lançamento público: 20 de junho de 2022                                                                   | |
| 10.0.22000.776                             | KB5014668                                  | Release Preview Channel: 16 de junho de 2022                                                              | - Novo recurso de destaques para Pesquisa na barra de tarefas |
| 10.0.22000.778                             | KB5014668                                  | Release Preview Channel e lançamento público: 23 de junho de 2022                                         | |
| 10.0.22000.795                             | KB5015814                                  | Release Preview Channel e lançamento público: 12 de julho de 2022                                         | |
| 10.0.22000.829                             | KB5015882                                  | Release Preview Channel: 14 de julho de 2022                                                              | |
| 10.0.22000.832                             | KB5015882                                  | Release Preview Channel e lançamento público: 21 de julho de 2022                                         | |
| 10.0.22000.856                             | KB5016629                                  | Release Preview Channel e lançamento público: 9 de agosto de 2022                                         | |
| 10.0.22000.917                             | KB5016691                                  | Release Preview Channel: 16 de agosto de 2022                                                             | |
| 10.0.22000.918                             | KB5016691                                  | Release Preview Channel e lançamento público: 25 de agosto de 2022                                        | |
| 10.0.22000.978                             | KB5017328                                  | Release Preview Channel e lançamento público: 13 de setembro de 2022                                      | |
| 10.0.22000.1041                            | KB5017383                                  | Release Preview Channel: 15 de setembro de 2022                                                           | - Novo recurso de selos de notificação para widgets na barra de tarefas |
| 10.0.22000.1042                            | KB5017383                                  | Release Preview Channel e lançamento público: 20 de setembro de 2022                                      | - Ponto de entrada de pesquisa redesenhado na barra de tarefas |
| 10.0.22000.1098                            | KB5018418                                  | Release Preview Channel e lançamento público: 11 de outubro de 2022                                       | |
| 10.0.22000.1100                            | KB5020387                                  | Release Preview Channel e lançamento público: 17 de outubro de 2022                                       | |
| 10.0.22000.1163                            | KB5018483                                  | Release Preview Channel: 18 de outubro de 2022                                                            | - Novo item do Gerenciador de Tarefas no menu de contexto da barra de tarefas |
| 10.0.22000.1165                            | KB5018483                                  | Release Preview Channel e lançamento público: 25 de outubro de 2022                                       | |
| 10.0.22000.1219                            | KB5019961                                  | Release Preview Channel e lançamento público: 8 de novembro de 2022                                       | |
| 10.0.22000.1279                            | KB5019157                                  | Release Preview Channel: 10 de novembro de 2022                                                           | |
| 10.0.22000.1281                            | KB5019157                                  | Release Preview Channel e lançamento público: 15 de novembro de 2022                                      | |
| 10.0.22000.1335                            | KB5021234                                  | Release Preview Channel e lançamento público: 13 de dezembro de 2022                                      | |
| 10.0.22000.1455                            | KB5022287                                  | Release Preview Channel e lançamento público: 10 de janeiro de 2023                                       | |
| 10.0.22000.1515                            | KB5019274                                  | Release Preview Channel: January 17, 2023                                                                 | - Novo tema do Windows Spotlight - Adicionada a habilidade de ver detalhes sobre a assinatura do OneDrive Autônomo 100GB nas Configurações - Adicionada a habilidade de ver detalhes sobre a assinatura do Xbox em Configurações - Adicionada a habilidade de ver o armazenamento da conta OneDrive na página Contas, no aplicativo de Configurações |
| 10.0.22000.1516                            | KB5019274                                  | Release Preview Channel e lançamento público: 19 de janeiro de 2023                                       | |
| Versão                                     | Knowledge base                             | Datas de lançamento                                                                                       | Destaques |

### Versão 22H2 (2022 Update)
A atualização do Windows 11 2022 (também conhecida como versão 22H2 e codinome "Sun Valley 2") é a primeira e atual grande atualização do Windows 11. Ela carrega o número de compilação 10.0.22621. A primeira prévia foi lançada para Insiders que optaram pelo canal Dev em 2 de setembro de 2021. A atualização começou a ser lançada em 20 de setembro de 2022. As mudanças notáveis na atualização de 2022 incluem:
- Redesenhado e novo recurso de modo Eficiência no Gerenciador de Tarefas
- Re-adicionado o recurso de arrastar e soltar na barra de tarefas
- Melhoria na experiência de layout de snap
- Novo recurso de legendas ao vivo
- Novo recurso Smart App Control (SAC) para bloquear aplicativos não confiáveis
- Dividir o recurso "Assistência de foco" em "Não perturbe" e "Foco"
- Incluído Clipchamp como aplicativo de caixa de entrada

Uma atualização para o Windows 11 versão 22H2, codinome "Moment 1", foi lançada em 18 de outubro de 2022 com build 22621.675 e várias outras alterações:
- Novo recurso de navegação com guias e layout atualizado do painel de navegação esquerdo no File Explorer
- Novo recurso de ações sugeridas em linha
- Recurso de estouro da barra de tarefas reintroduzido
- Melhorias na janela de compartilhamento integrada do Windows

A partir da compilação 22567, a string da versão foi alterada de "Dev" para "22H2".
| Compilações de visualização do Windows 11 versão 22H2 | Compilações de visualização do Windows 11 versão 22H2                        | Compilações de visualização do Windows 11 versão 22H2 | Compilações de visualização do Windows 11 versão 22H2 |
| Versão                                                | Datas de lançamento                                                          | Datas de expiração                                    | Destaques |
| ----------------------------------------------------- | ---------------------------------------------------------------------------- | ----------------------------------------------------- | --- |
| 10.0.22449.1000                                       | Dev Channel: 2 de setembro de 2021                                           | Data de validade: 31 de outubro de 2021               | - Alterar para o comportamento padrão da compactação SMB - Nova animação progressiva do girador de inicialização - Área de notificação redesenhada com fundo acrílico - Novo botão de opções de login no menu de desligamento do Iniciar |
| 10.0.22454.1000                                       | Dev Channel: 9 de setembro de 2021                                           | Data de validade: 31 de outubro de 2021               | - Menu de contexto redesenhado para Lixeira na área de trabalho - Lançamento do IME coreano atualizado |
| 10.0.22458.1000                                       | Dev Channel: 15 de setembro de 2021                                          | Data de validade: 31 de outubro de 2021               | |
| 10.0.22463.1000                                       | Dev Channel: 22 de setembro de 2021                                          | Data de validade: 31 de outubro de 2021               | |
| 10.0.22468.1000                                       | Dev Channel: 29 de setembro de 2021                                          | Data de validade: 15 de setembro de 2022              | - Novo aplicativo do Paint |
| 10.0.22471.1000                                       | Dev Channel: 4 de outubro de 2021                                            | Data de validade: 15 de setembro de 2022              | |
| 10.0.22478.1000                                       | Dev Channel: 14 de outubro de 2021                                           | Data de validade: 15 de setembro de 2022              | - Novos emojis com Fluent Design - Adicionado suporte para Emoji 13.1 |
| 10.0.22478.1012                                       | Dev Channel: 15 de outubro de 2021                                           | Data de validade: 15 de setembro de 2022              | |
| 10.0.22483.1000                                       | Dev Channel: 20 de outubro de 2021                                           | Data de validade: 15 de setembro de 2022              | |
| 10.0.22483.1011                                       | Dev Channel: 22 de outubro de 2021                                           | Data de validade: 15 de setembro de 2022              | |
| 10.0.22489.1000                                       | Dev Channel: 27 de outubro de 2021                                           | Data de validade: 15 de setembro de 2022              | - Atualizações no aplicativo Configurações - Nova página "Sua conta da Microsoft" - Divida a página "Aplicativos e recursos" nas páginas "Aplicativos instalados" e "Configurações avançadas de aplicativos" - Adicionado suporte para Discovery of Designated Resolvers (DDR) - Aplicativo Connect renomeado para aplicativo Wireless Display |
| 10.0.22494.1000                                       | Dev Channel: 3 de novembro de 2021                                           | Data de validade: 15 de setembro de 2022              | - Adicionado um novo ícone de microfone na barra de tarefas ao ingressar em uma chamada do Microsoft Teams - Adicionada a capacidade de mostrar grupos de snap em Alt + Tab e Visualização de Tarefas |
| 10.0.22499.1000                                       | Dev Channel: 10 de novembro de 2021                                          | Data de validade: 15 de setembro de 2022              | - Adicionada a capacidade de compartilhar o conteúdo de janelas de aplicativos abertas diretamente da barra de tarefas para qualquer chamada de reunião do Microsoft Teams |
| 10.0.22499.1010                                       | Dev Channel: 12 de novembro de 2021                                          | Data de validade: 15 de setembro de 2022              | |
| 10.0.22504.1000                                       | Dev Channel: 17 de novembro de 2021                                          | Data de validade: 15 de setembro de 2022              | - Nova seção de entrada de texto no aplicativo Configurações para personalizar os temas da interface do usuário para IMEs, o painel emoji e a digitação por voz - Adicionado a capacidade de combinações personalizadas de emoji - Aplicativo Seu Telefone redesenhado |
| 10.0.22504.1010                                       | Dev Channel: 19 de novembro de 2021                                          | Data de validade: 15 de setembro de 2022              | |
| 10.0.22509.1000                                       | Dev Channel: 1 de dezembro de 2021                                           | Data de validade: 15 de setembro de 2022              | - Adicionada a capacidade de personalizar o layout do Menu Iniciar com mais itens fixados ou recomendações - Melhorias de desempenho para navegação na Web com Microsoft Edge e Narrator |
| 10.0.22509.1011                                       | Dev Channel: 3 de dezembro de 2021                                           | Data de validade: 15 de setembro de 2022              | |
| 10.0.22518.1000                                       | Dev Channel: 8 de dezembro de 2021                                           | Data de validade: 15 de setembro de 2022              | - Novo recurso de acesso por voz - Lançamento público do recurso de coleta do Spotlight (Introduzido no Windows 10 build 20231) - Ponto de entrada atualizado para Widgets na barra de tarefas - Switcher de entrada redesenhado com fundo acrílico |
| 10.0.22518.1012                                       | Dev Channel: 10 de dezembro de 2021                                          | Data de validade: 15 de setembro de 2022              | |
| 10.0.22523.1000                                       | Dev Channel: 15 de dezembro de 2021                                          | Data de validade: 15 de setembro de 2022              | |
| 10.0.22526.1000                                       | Dev Channel: 6 de janeiro de 2022                                            | Data de validade: 15 de setembro de 2022              | - Adicionada a capacidade de mostrar Alt + Tab como modo de janela - Adicionado suporte para áudio de banda larga ao usar produtos AirPods |
| 10.0.22533.1001                                       | Dev Channel: 12 de janeiro de 2022                                           | Data de validade: 15 de setembro de 2022              | - Submenu redesenhado para os indicadores de hardware |
| 10.0.22538.1000                                       | Dev Channel: 19 de janeiro de 2022                                           | Data de validade: 15 de setembro de 2022              | - Adicionada a capacidade de usar o teclado de toque com acesso por voz - IMEs atualizados e designs de teclado de toque na tela de login - Adicionada inicialização HTTPS para máquinas virtuais Hyper-V Geração 2 |
| 10.0.22538.1010                                       | Dev Channel: 21 de janeiro de 2022                                           | Data de validade: 15 de setembro de 2022              | |
| 10.0.22543.1000                                       | Dev Channel: 27 de janeiro de 2022                                           | Data de validade: 15 de setembro de 2022              | - Novas vozes naturais para o Narrador - Páginas atualizadas de discos e volumes e espaços de armazenamento no aplicativo Configurações - Controles de mídia atualizados na tela de bloqueio - Melhorias na experiência de redimensionar janelas de aplicativos em layouts de encaixe |
| 10.0.22557.1                                          | Dev Channel: 16 de fevereiro de 2022                                         | Data de validade: 15 de setembro de 2022              | - Novo recurso de legendas ao vivo - Gerenciador de tarefas redesenhado - Novo modo Eficiência no Gerenciador de Tarefas - Adicionada a capacidade de criar e selecionar pastas na área de aplicativos fixados do menu Iniciar - Melhoria na experiência de layout de snap - Re-adicionado o recurso de arrastar e soltar na barra de tarefas - Submenu de acessibilidade redesenhado na tela de login - Novos gestos de toque - Melhorias no aplicativo de configuração - Dividir o recurso "Assistência de foco" em "Não perturbe" e "Foco" - Nova página de energia e bateria - Data e hora redesenhadas e páginas dial-up - Melhorias no Explorador de Arquivos - Recurso "Pin to Quick Access" estendido para oferecer suporte a arquivos - Adicionada novamente a capacidade de mostrar visualizações de itens dentro de pastas - Adicionada integração do OneDrive ao File Explorer para mostrar o status de sincronização do OneDrive e o uso de cota ao navegar pelas pastas do OneDrive - Adicionada a capacidade de redigir uma mensagem de e-mail diretamente na janela de compartilhamento sem iniciar o Outlook - Melhorias na navegação na Web com o Microsoft Edge e o Narrador - Melhorias no acesso por voz e no Windows Spotlight - Novo módulo do PowerShell para provisionamento de recursos relacionados ao idioma e ao idioma - Protocolos de segurança TKIP e WEP obsoletos - Requisito aplicado com conectividade com a Internet e conta da Microsoft durante OOBE na edição Pro |
| 10.0.22563.1                                          | Dev Channel: 24 de fevereiro de 2022                                         | Data de validade: 15 de setembro de 2022              | - Nova visualização simplificada da barra de tarefas em PCs 2 em 1 - Combinado o feed de notícias e widgets no painel Widgets - Nova política de grupo para alternar as notificações do Windows Update - Adicionada a capacidade de mostrar guias recentes do Microsoft Edge como janelas sugeridas no Snap Assist quando uma janela do Edge é ajustada - Adicionado suporte para Emoji 14.0 - Adicionada a capacidade de selecionar os tons de pele entre as duas mãos no emoji de aperto de mão - Expansão da experiência de pesquisa do Acesso rápido para incluir conteúdo de qualquer local indexado - Novo painel Bluetooth nas configurações rápidas |
| 10.0.22567.1                                          | Dev Channel: 2 de março de 2022                                              | Data de validade: 15 de setembro de 2022              | - Novo mecanismo do Windows Update para priorizar a instalação de atualizações em segundo plano quando mais fontes de energia renovável estiverem disponíveis - Melhorias no aplicativo de configuração - A página de assinatura do Microsoft 365 foi movidap ara a página principal de contas - Novos detalhes de pagamento na página de assinatura do Microsoft 365 - Novo recurso Smart App Control (SAC) na Segurança do Windows para bloquear aplicativos não confiáveis - Nova página de vinculação de telefone Android durante o OOBE - Caixa de diálogo "Abrir com" reprojetada - Novos gestos de toque com vários dedos para deslizar para baixo/cima para minimizar ou restaurar todas as janelas abertas |
| 10.0.22567.100                                        | Dev Channel: 4 de março de 2022                                              | Data de validade: 15 de setembro de 2022              | |
| 10.0.22567.200                                        | Dev Channel: 7 de março de 2022                                              | Data de validade: 15 de setembro de 2022              | |
| 10.0.22572.1                                          | Dev Channel: 9 de março de 2022                                              | Data de validade: 15 de setembro de 2022              | - Incluído Microsoft Family e Clipchamp como aplicativos de caixa de entrada - Novo recurso de destaques para Pesquisa na barra de tarefas - Experiência redesenhada da fila de impressão - Ícones redesenhados para Quick Assist e Windows Sandbox - EVozes naturais do Narrador expandidas para todos os idiomas ingleses |
| 10.0.22572.100                                        | Dev Channel: 11 de março de 2022                                             | Data de validade: 15 de setembro de 2022              | |
| 10.0.22572.201                                        | Dev Channel: 14 de março de 2022                                             | Data de validade: 15 de setembro de 2022              | |
| 10.0.22579.1                                          | Dev Channel: 18 de março de 2022                                             | Data de validade: 15 de setembro de 2022              | - Nova política de grupo para excluir unidades removíveis USB da criptografia do BitLocker - Ícones redesenhados para a lupa e o teclado na tela - Adicionada a capacidade de renomear pastas de aplicativos no menu Iniciar - Nova seção de sugestão de site fixada no aplicativo Get Started - Nova animação para gestos de toque com vários dedos ao usar três dedos para deslizar para a esquerda e para a direita e alternar entre as janelas usadas recentemente - Revertida a caixa de diálogo "Abrir com" reprojetada para manutenção |
| 10.0.22579.100                                        | Dev Channel: 22 de março de 2022                                             | Data de validade: 15 de setembro de 2022              | |
| 10.0.22581.1                                          | Dev Channel e Beta Channel: 23 de março de 2022                              | Data de validade: 15 de setembro de 2022              | |
| 10.0.22581.100                                        | Dev Channel e Beta Channel: 25 de março de 2022                              | Data de validade: 15 de setembro de 2022              | |
| 10.0.22581.200                                        | Dev Channel e Beta Channel: 29 de março de 2022                              | Data de validade: 15 de setembro de 2022              | |
| 10.0.22593.1                                          | Dev Channel e Beta Channel: 6 de abril de 2022                               | Data de validade: 15 de setembro de 2022              | - Página de acesso rápido renomeada no File Explorer para Home - Adicionada a capacidade de pesquisar arquivos online recentes e fixados (por exemplo, arquivos do Office) na caixa de pesquisa do File Explorer - Layouts de teclado Adlam e Pashto atualizados |
| 10.0.22598.1                                          | Dev Channel e Beta Channel: 13 de abril de 2022                              | Data de validade: 15 de setembro de 2022              | - Adicionada a capacidade de exibir papéis de parede da área de trabalho com resolução 4K no Windows Spotlight |
| 10.0.22598.100                                        | Dev Channel e Beta Channel: 15 de abril de 2022                              | Data de validade: 15 de setembro de 2022              | |
| 10.0.22598.200                                        | Dev Channel e Beta Channel: 19 de abril de 2022                              | Data de validade: 15 de setembro de 2022              | |
| 10.0.22610.1                                          | Dev Channel e Beta Channel: 29 de abril de 2022                              | —                                                     | - Atualizações no widget Segurança Familiar - Adicionada a capacidade de mostrar cores com base na cor de destaque personalizada dos usuários na página Processos no Gerenciador de Tarefas - A barra de tarefas otimizada para tablet foi revertida para manutenção - Aplicada a política de desabilitar o cliente SMB 1.0 por padrão na edição Home - Protocolos de segurança TKIP e WEP reativados |
| 10.0.22616.1                                          | Dev Channel e Beta Channel: 5 de maio de 2022                                | —                                                     | |
| 10.0.22616.100                                        | Dev Channel e Beta Channel: 10 de maio de 2022                               | —                                                     | |
| 10.0.22621.1                                          | Beta Channel: 11 de maio de 2022 Release Preview Channel: 7 de junho de 2022 | —                                                     | |
| 10.0.22621.105                                        | Release Preview Channel: 14 de junho de 2022                                 | —                                                     | |
| 10.0.22621.160                                        | Beta Channel: 13 de junho de 2022                                            | —                                                     | - Novo recurso de navegação por guias no File Explorer - Layout atualizado do painel de navegação esquerdo no File Explorer |
| 10.0.22621.169                                        | Release Preview Channel: 30 de junho de 2022                                 | —                                                     | |
| 10.0.22621.232                                        | Release Preview Channel: 12 de julho de 2022                                 | —                                                     | |
| 10.0.22621.290                                        | Beta Channel: 5 de julho de 2022                                             | —                                                     | |
| 10.0.22621.317                                        | Release Preview Channel: 28 de julho de 2022                                 | —                                                     | |
| Versão                                                | Datas de lançamento                                                          | Datas de expiração                                    | Destaques |
| Notas: 1. 2.                                          |                                                                              |                                                       | |

| Compilações de visualização da atualização de componentes de outubro no Canal Beta | Compilações de visualização da atualização de componentes de outubro no Canal Beta | Compilações de visualização da atualização de componentes de outubro no Canal Beta | Compilações de visualização da atualização de componentes de outubro no Canal Beta                                                                                |
| Versão                                                                             | Knowledge base                                                                     | Datas de lançamento                                                                | Destaques |
| ---------------------------------------------------------------------------------- | ---------------------------------------------------------------------------------- | ---------------------------------------------------------------------------------- | --- |
| 10.0.22622.290                                                                     | KB5014959                                                                          | Beta Channel: 5 de julho de 2022                                                   | - Novo recurso de ações sugeridas em linha - Adicionada a capacidade de exibir detalhes sobre a assinatura OneDrive Standalone 100 GB no aplicativo Configurações |
| 10.0.22622.436                                                                     | KB5015888                                                                          | Beta Channel: 19 de julho de 2022                                                  | - Melhorias na janela de compartilhamento integrada do Windows - Define o Terminal do Windows como o aplicativo de terminal padrão                                |
| 10.0.22622.440                                                                     | KB5015890                                                                          | Beta Channel: 28 de julho de 2022                                                  | - Recurso de estouro da barra de tarefas reintroduzido - Reintroduziu a caixa de diálogo "Abrir com" redesenhada                                                  |
| 10.0.22622.450                                                                     | KB5016700                                                                          | Beta Channel: 2 de agosto de 2022                                                  | |
| 10.0.22622.575                                                                     | KB5016694                                                                          | Beta Channel: 10 de agosto de 2022                                                 | |
| 10.0.22622.586                                                                     | KB5016701                                                                          | Beta Channel: 24 de agosto de 2022                                                 | |
| 10.0.22622.590                                                                     | KB5017846                                                                          | Beta Channel: 1 de setembro de 2022                                                | |
| 10.0.22622.598                                                                     | KB5017390                                                                          | Beta Channel: 12 de setembro de 2022                                               | |
| 10.0.22622.601                                                                     | KB5017384                                                                          | Beta Channel: 21 de setembro de 2022                                               | |
| Versão                                                                             | Knowledge base                                                                     | Datas de lançamento                                                                | Destaques |
| Notas: 1. 2.                                                                       |                                                                                    |                                                                                    | |

| Patches públicos do Windows 11 versão 22H2 | Patches públicos do Windows 11 versão 22H2 | Patches públicos do Windows 11 versão 22H2                                             | Patches públicos do Windows 11 versão 22H2 |
| Versão                                     | Knowledge base                             | Datas de lançamento                                                                    | scope=colDestaques |
| ------------------------------------------ | ------------------------------------------ | -------------------------------------------------------------------------------------- | --- |
| 10.0.22621.382 Versão 22H2                 | KB5016632                                  | Release Preview Channel: 9 de agosto de 2022 Public release: 20 de setembro de 2022    | |
| 10.0.22621.436                             | KB5015888                                  | Beta Channel: 19 de julho de 2022                                                      | |
| 10.0.22621.440                             | KB5015890                                  | Beta Channel: 28 de julho de 2022                                                      | - Adicionada a capacidade de exibir atualizações ao vivo do widget de esportes e finanças na barra de tarefas |
| 10.0.22621.450                             | KB5016700                                  | Beta Channel: 2 de agosto de 2022                                                      | |
| 10.0.22621.457                             | KB5016695                                  | Release Preview Channel: 23 de agosto de 2022                                          | - Adicionada a capacidade de mostrar a atividade recente das permissões do aplicativo no aplicativo Configurações |
| 10.0.22621.521                             | KB5017321                                  | Release Preview Channel: 13 de setembro de 2022 Public release: 20 de setembro de 2022 | |
| 10.0.22621.525                             | KB5019311                                  | Public release: 27 de setembro de 2022                                                 | |
| 10.0.22621.575                             | KB5016694                                  | Beta Channel: 10 de agosto de 2022                                                     | |
| 10.0.22621.586                             | KB5016701                                  | Beta Channel: 24 de agosto de 2022                                                     | |
| 10.0.22621.590                             | KB5017846                                  | Beta Channel: 1 de setembro de 2022                                                    | |
| 10.0.22621.598                             | KB5017390                                  | Beta Channel: 12 de setembro de 2022                                                   | |
| 10.0.22621.601                             | KB5017384                                  | Beta Channel: 21 de setembro de 2022                                                   | |
| 10.0.22621.607                             | KB5017389                                  | Release Preview Channel: 22 de setembro de 2022                                        | - Novo recurso de selos de notificação para widgets na barra de tarefas |
| 10.0.22621.608                             | KB5017389                                  | Release Preview Channel and public release:<br30 de setembro de 2022                   | |
| 10.0.22621.674                             | KB5018427                                  | Public release:<br11 de outubro de 2022                                                | |
| 10.0.22621.675                             | KB5019509                                  | Release Preview Channel: 11 de outubro de 2022 Public release: 18 de outubro de 2022   | |
| 10.0.22621.730                             | KB5017385                                  | Beta Channel: 29 de setembro de 2022                                                   | |
| 10.0.22621.741                             | KB5018503                                  | Beta Channel: 10 de outubro de 2022                                                    | |
| 10.0.22621.746                             | KB5018490                                  | Beta Channel: 13 de outubro de 2022                                                    | |
| 10.0.22621.754                             | KB5018496                                  | Release Preview Channel: 19 de outubro de 2022                                         | - Ponto de entrada de pesquisa redesenhado na barra de tarefas - Novo item do Gerenciador de Tarefas no menu de contexto da barra de tarefas - Adicionada a capacidade de exibir detalhes sobre a assinatura OneDrive Standalone 100 GB no aplicativo Configurações |
| 10.0.22621.755                             | KB5018496                                  | Release Preview Channel e public release: 25 de outubro de 2022                        | |
| 10.0.22621.819                             | KB5019980                                  | Release Preview Channel e public release: 8 de novembro de 2022                        | |
| 10.0.22621.870                             | KB5018499                                  | Beta Channel: 20 de outubro de 2022                                                    | |
| 10.0.22621.875                             | KB5018486                                  | Beta Channel: 27 de outubro de 2022                                                    | |
| 10.0.22621.885                             | KB5020054                                  | Beta Channel: 7 de novembro de 2022                                                    | |
| 10.0.22621.891                             | KB5020040                                  | Beta Channel: 10 de novembro de 2022                                                   | |
| 10.0.22621.898                             | KB5020044                                  | Release Preview Channel: 17 de novembro de 2022                                        | - Novo tema do Windows Spotlight - Nova barra de cota de armazenamento consolidado na página Contas no aplicativo Configurações |
| 10.0.22621.900                             | KB5020044                                  | Release Preview Channel and public release: 29 de novembro de 2022                     | |
| 10.0.22621.1020                            | KB5020035                                  | Beta Channel: 28 de novembro de 2022                                                   | |
| 10.0.22621.1028                            | KB5021866                                  | Beta Channel: 6 de dezembro de 2022                                                    | |
| Versão                                     | Knowledge base                             | Datas de lançamento                                                                    | Destaques |
| Notas: 1. 2.                               |                                            |                                                                                        | |

| Compilações de visualização de futuras atualizações de componentes no Canal Beta | Compilações de visualização de futuras atualizações de componentes no Canal Beta | Compilações de visualização de futuras atualizações de componentes no Canal Beta | Compilações de visualização de futuras atualizações de componentes no Canal Beta |
| Versão                                                                           | Knowledge base                                                                   | Datas de lançamento                                                              | Destaques |
| -------------------------------------------------------------------------------- | -------------------------------------------------------------------------------- | -------------------------------------------------------------------------------- | --- |
| 10.0.22623.730                                                                   | KB5017385                                                                        | Beta Channel: 29 de setembro de 2022                                             | - Barra de tarefas otimizada para tablet reintroduzida |
| 10.0.22623.741                                                                   | KB5018503                                                                        | Beta Channel: 10 de outubro de 2022                                              | |
| 10.0.22623.746                                                                   | KB5018490                                                                        | Beta Channel: 13 de outubro de 2022                                              | - Adicionado suporte preliminar para reorganizar os ícones da bandeja na barra de tarefas otimizada para tablet |
| 10.0.22623.870                                                                   | KB5018499                                                                        | Beta Channel: 20 de outubro de 2022                                              | - Ponto de entrada de pesquisa redesenhado na barra de tarefas - Novo item do Gerenciador de Tarefas no menu de contexto da barra de tarefas - Nova solução de driver Braille no Narrador |
| 10.0.22623.875                                                                   | KB5018486                                                                        | Beta Channel: 27 de outubro de 2022                                              | |
| 10.0.22623.885                                                                   | KB5020054                                                                        | Beta Channel: 7 de novembro de 2022                                              | - Nova visualização expandida para Widgets - Nova seção de efeitos de estúdio nas configurações rápidas para dispositivos compatíveis com NPU - Nova página de recomendações de energia no aplicativo Configurações - Opção de teclado de toque atualizada no aplicativo Configurações - Novo teclado Tamil Anjal |
| 10.0.22623.891                                                                   | KB5020040                                                                        | Beta Channel: 10 de novembro de 2022                                             | - Atualizações no Gerenciador de Tarefas - Novo recurso de filtragem de processos - Adicionado suporte a temas personalizados - Adicionado suporte a temas para diálogos no aplicativo - Caixa de diálogo do modo de eficiência aprimorada                                                                        |
| 10.0.22623.1020                                                                  | KB5020035                                                                        | Beta Channel: 28 de novembro de 2022                                             | - Novo tema do Windows Spotlight - Novas exibições em Braille e suporte a idiomas de entrada/saída no Narrador |
| 10.0.22623.1028                                                                  | KB5021866                                                                        | Beta Channel: 6 de dezembro de 2022                                              | |
| Versão                                                                           | Knowledge base                                                                   | Datas de lançamento                                                              | Destaques |
| Notas: 1.                                                                        |                                                                                  |                                                                                  | |

### Dev Channel
Em 2 de setembro de 2021, a Microsoft anunciou que os Windows Insiders no Dev Channel receberão compilações diretamente da ramificação rs_prerelease, que não correspondem a uma versão específica do Windows 11. A primeira compilação lançada sob esta estratégia, build 22449, foi disponibilizada para Insiders no mesmo dia.
Em 3 de fevereiro de 2022, a Microsoft mudou seus planos sobre como entregava compilações para Windows Insiders, com Dev e Beta Channels são ramos de desenvolvimento ativos "paralelos", dando a opção de mudar de Dev para Beta Channel por um tempo limitado. As compilações do Canal Dev são destinadas a recursos experimentais futuros que podem nunca ser lançados para disponibilidade geral, enquanto as compilações do Canal Beta são as compilações de "recurso completo" que chegarão à disponibilidade geral para a versão específica do Windows 11.
A ramificação ni_release estava disponível de 16 de fevereiro a 11 de maio de 2022. Posteriormente, Insiders no Dev Channel foi movido de volta para a ramificação rs_prerelease.
| Legendaa: | Versão de visualização expirada | Versão de visualização antiga, não expirada | Versão de visualização mais recente |

| Compilações de visualização do Windows 11 no Dev Channel | Compilações de visualização do Windows 11 no Dev Channel | Compilações de visualização do Windows 11 no Dev Channel | Compilações de visualização do Windows 11 no Dev Channel |
| Versão                                                   | Datas de lançamento                                      | Datas de expiração                                       | Destaques |
| -------------------------------------------------------- | -------------------------------------------------------- | -------------------------------------------------------- | --- |
| 10.0.25115.1000                                          | Dev Channel: 11 de maio de 2022                          | Data de validade: 15 de setembro de 2022                 | - Novo recurso de ações sugeridas em linha |
| 10.0.25120.1000                                          | Dev Channel: 18 de maio de 2022                          | Data de validade: 15 de setembro de 2022                 | - Nova caixa de pesquisa na área de trabalho |
| 10.0.25120.1010                                          | Dev Channel: 20 de maio de 2022                          | Data de validade: 15 de setembro de 2022                 | |
| 10.0.25126.1000                                          | Dev Channel: 25 de maio de 2022                          | Data de validade: 15 de setembro de 2022                 | - Adicionada a capacidade de visualizar detalhes sobre produtos licenciados do Microsoft Office no aplicativo Configurações |
| 10.0.25131.1000                                          | Dev Channel: 2 de junho de 2022                          | Data de validade: 15 de setembro de 2022                 | |
| 10.0.25136.1000                                          | Dev Channel: 9 de junho de 2022                          | Data de validade: 15 de setembro de 2022                 | - Novo recurso de navegação por guias no File Explorer - Layout atualizado do painel de navegação esquerdo no File Explorer - Adicionada a capacidade de exibir atualizações ao vivo dos widgets de esportes e finanças na barra de tarefas |
| 10.0.25140.1000                                          | Dev Channel: 15 de junho de 2022                         | Data de validade: 15 de setembro de 2022                 | |
| 10.0.25145.1000                                          | Dev Channel: 22 de junho de 2022                         | Data de validade: 15 de setembro de 2022                 | - Adicionada a capacidade de exibir detalhes sobre a assinatura OneDrive Standalone 100 GB no aplicativo Configurações |
| 10.0.25145.1011                                          | Dev Channel: 24 de junho de 2022                         | Data de validade: 15 de setembro de 2022                 | |
| 10.0.25151.1000                                          | Dev Channel: 29 de junho de 2022                         | Data de validade: 15 de setembro de 2022                 | |
| 10.0.25151.1010                                          | Dev Channel: 1 de julho de 2022                          | Data de validade: 15 de setembro de 2022                 | |
| 10.0.25158.1000                                          | Dev Channel: 13 de julho de 2022                         | Data de validade: 15 de setembro de 2022                 | - Novo recurso de selos de notificação para widgets na barra de tarefas - Ponto de entrada de pesquisa redesenhado na barra de tarefas - Revertida a nova caixa de pesquisa na área de trabalho para manutenção |
| 10.0.25163.1000                                          | Dev Channel: 20 de julho de 2022                         | Data de validade: 15 de setembro de 2022                 | - Recurso de estouro da barra de tarefas reintroduzido - Melhorias na janela de compartilhamento integrada do Windows |
| 10.0.25163.1010                                          | Dev Channel: 22 de julho de 2022                         | Data de validade: 15 de setembro de 2022                 | |
| 10.0.25169.1000                                          | Dev Channel: 28 de julho de 2022                         | Data de validade: 15 de setembro de 2022                 | - Novo tema do Windows Spotlight - Novo modo de quiosque de vários aplicativos |
| 10.0.25174.1000                                          | Dev Channel: 3 de agosto de 2022                         | Data de validade: 15 de setembro de 2022                 | - Novo widget do Game Pass no painel Widgets |
| 10.0.25174.1010                                          | Dev Channel: 5 de agosto de 2022                         | Data de validade: 15 de setembro de 2022                 | |
| 10.0.25179.1000                                          | Dev Channel: 10 de agosto de 2022                        | Data de validade: 15 de setembro de 2022                 | - Novo teclado Tamil Anjal |
| 10.0.25182.1000                                          | Dev Channel: 17 de agosto de 2022                        | Data de vencimento: 15 de setembro de 2023               | |
| 10.0.25182.1010                                          | Dev Channel: 22 de agosto de 2022                        | Data de vencimento: 15 de setembro de 2023               | |
| 10.0.25188.1000                                          | Dev Channel: 24 de agosto de 2022                        | Data de vencimento: 15 de setembro de 2023               | - Define o Terminal do Windows como o aplicativo de terminal padrão - Opção de teclado de toque atualizada no aplicativo Configurações |
| 10.0.25193.1000                                          | Dev Channel: 1 de setembro de 2022                       | Data de vencimento: 15 de setembro de 2023               | - Adicionada a capacidade de visualizar detalhes sobre as assinaturas do Xbox no aplicativo Configurações - Novas exibições em Braille e suporte a idiomas de entrada/saída no Narrador |
| 10.0.25197.1000                                          | Dev Channel: 8 de setembro de 2022                       | Data de vencimento: 15 de setembro de 2023               | - Barra de tarefas otimizada para tablet reintroduzida - Novos ícones de navegação animados no aplicativo Configurações - Páginas de alias de inicialização e execução de aplicativos reprojetadas no aplicativo Configurações |
| 10.0.25201.1000                                          | Dev Channel: 14 de setembro de 2022                      | Data de vencimento: 15 de setembro de 2023               | - Nova visualização expandida para Widgets - Atualizações no widget do Game Pass - Reverteu o ponto de entrada de pesquisa redesenhado na barra de tarefas para manutenção |
| 10.0.25206.1000                                          | Dev Channel: 21 de setembro de 2022                      | Data de vencimento: 15 de setembro de 2023               | - Reintroduziu a caixa de diálogo "Abrir com" redesenhada - Expansão da experiência de taxa de atualização dinâmica para monitores externos compatíveis - Alterações no comportamento do limitador de taxa de autenticação SMB |
| 10.0.25211.1001                                          | Dev Channel: 29 de setembro de 2022                      | Data de vencimento: 15 de setembro de 2023               | - Novas opções na página de configurações de Widgets - Novo item do Gerenciador de Tarefas no menu de contexto da barra de tarefas - Adicionado suporte preliminar para reorganizar os ícones da bandeja na barra de tarefas otimizada para tablet |
| 10.0.25211.1010                                          | Dev Channel: 3 de outubro de 2022                        | Data de vencimento: 15 de setembro de 2023               | |
| 10.0.25217.1000                                          | Dev Channel: 6 de outubro de 2022                        | Data de vencimento: 15 de setembro de 2023               | - Melhorias na nuvem e sugestões de pesquisa integradas no IME de chinês simplificado - Revertida a nova opção de teclado de toque no aplicativo Configurações para manutenção |
| 10.0.25217.1010                                          | Dev Channel: 10 de outubro de 2022                       | Data de vencimento: 15 de setembro de 2023               | |
| 10.0.25227.1000                                          | Dev Channel: 19 de outubro de 2022                       | Data de vencimento: 15 de setembro de 2023               | - Atualizações no quadro Widgets - Cabeçalho redesenhado com novos ícones - Adicionada a capacidade de exibir o cabeçalho em diferentes posições - Adicionada a capacidade de mostrar um emblema de notificação no ícone de perfil de usuário do menu Iniciar |
| 10.0.25227.1010                                          | Dev Channel: 21 de outubro de 2022                       | Data de vencimento: 15 de setembro de 2023               | |
| 10.0.25231.1000                                          | Dev Channel: 27 de outubro de 2022                       | Data de vencimento: 15 de setembro de 2023               | |
| 10.0.25236.1000                                          | Dev Channel: 2 de novembro de 2022                       | Data de vencimento: 15 de setembro de 2023               | |
| 10.0.25236.1010                                          | Dev Channel: 4 de novembro de 2022                       | Data de vencimento: 15 de setembro de 2023               | |
| 10.0.25247.1000                                          | Dev Channel: 18 de novembro de 2022                      | Data de vencimento: 15 de setembro de 2023               | - Nova seção de efeitos de estúdio nas configurações rápidas para dispositivos compatíveis com NPU - Nova página de recomendações de energia no aplicativo Configurações - Ação sugerida atualizada para o texto copiado com potencial de pesquisa - Nova barra de cota de armazenamento consolidado na página Contas no aplicativo Configurações - Adicionada a capacidade de mostrar sites comuns recomendados na seção Recomendado do menu Iniciar - Reintroduziu a capacidade de exibir segundos no relógio do sistema na barra de tarefas - Atualizações no Gerenciador de Tarefas - Novo recurso de filtragem de processos - Adicionado suporte a temas personalizados - Adicionado suporte a temas para diálogos no aplicativo - Caixa de diálogo do modo de eficiência aprimorada - Novos layouts de teclado padrão francês (AZERTY e BÉPO) |
| 10.0.25252.1000                                          | Dev Channel: 28 de novembro de 2022                      | Data de vencimento: 15 de setembro de 2023               | - Reintrodução do ponto de entrada de pesquisa redesenhado na barra de tarefas |
| 10.0.25252.1010                                          | Dev Channel: 1 de dezembro de 2022                       | Data de vencimento: 15 de setembro de 2023               | |
| 10.0.25262.1000                                          | Dev Channel: 9 de dezembro de 2022                       | Data de vencimento: 15 de setembro de 2023               | - Removido o requisito de login para o quadro Widgets |
| Versão                                                   | Datas de lançamento                                      | Datas de expiração                                       | Destaques |
| Notas: 1.                                                |                                                          |                                                          | |